# همزیستی اعصاب آسیب دیده با دیسکوپاتی (Adaptation to Neural Damage due to Discopathy)

در Adaptation to Neural Damage due to Discopathy اعصاب آسیب دیده بدن انسان در دیسکوپاتی دارای توانایی قابل توجهی برای تطابق و سازگاری با این ضایعه را دارا می باشند. حتی اگر دیسک آسیب‌دیده ترمیم نشود یا تغییر قابل توجهی هم پیدا نکند، ساختار عصبی می‌تواند با شرایط جدید تطابق پیدا کرده و بخش عمده ای از عملکرد خود را باز یابد و در نهایت علائم بیماری کاهش یابد.

دیسکوپاتی (Discopathy)، که به اختلالات دژنراتیو دیسک‌های بین‌مهره‌ای (Intervertebral Disc Degeneration) اشاره دارد، می‌تواند به آسیب‌های عصبی (Neural Damage) نظیر فشردگی ریشه‌های عصبی (Nerve Root Compression) یا اختلال در عملکرد نورون‌های حسی و حرکتی (Sensory and Motor Neurons) منجر شود. این شرایط، که اغلب با کمردرد مزمن (Chronic Low Back Pain) و محدودیت‌های عملکردی (Functional Impairments) همراه است، چالش‌های قابل‌توجهی را برای بیماران ایجاد می‌کند.
نوروپلاستیسیتی (Neuroplasticity)، به‌ عنوان یک توانایی ذاتی سیستم عصبی (Nervous System) برای بازسازی و تطبیق ساختار و عملکرد خود، نقش کلیدی در جبران این آسیب‌ها ایفا می‌کند. فرضیه اصلی  بر این اصل استوار است که مکانیزم‌های نوروپلاستیسیتی وابسته به فعالیت (Activity-Dependent Neuroplasticity) می‌توانند از طریق باز آرایی سیناپسی (Synaptic Reorganization) و تقویت ارتباطات عصبی (Neural Connectivity)، به بهبود عملکرد عصبی (Neural Function) و کاهش علائم در بیماران مبتلا به دیسکوپاتی کمک کنند. 
این سازگاری نه‌ تنها به بازسازی مسیرهای عصبی (Neural Pathways) آسیب‌دیده یاری می‌رساند، بلکه می‌تواند کیفیت زندگی بیماران مبتلا به دیسک کمر (Lumbar Discopathy) را از طریق کاهش درد نوروپاتیک (Neuropathic Pain) و بهبود عملکرد حرکتی (Motor Function) ارتقا دهد.
توسعه دهندهای اصلی این نظریه دو محقق به نام های دکتر علی مظاهری نژاد و کامران محلوجی بوده اند که در مقالهAdaptation to Neural Damage due to Discopathy throughout the History of Medicine این فرضیه را مطرح کردند.

## مکانیزم‌های نوروپلاستیسیتی در دیسکوپاتی

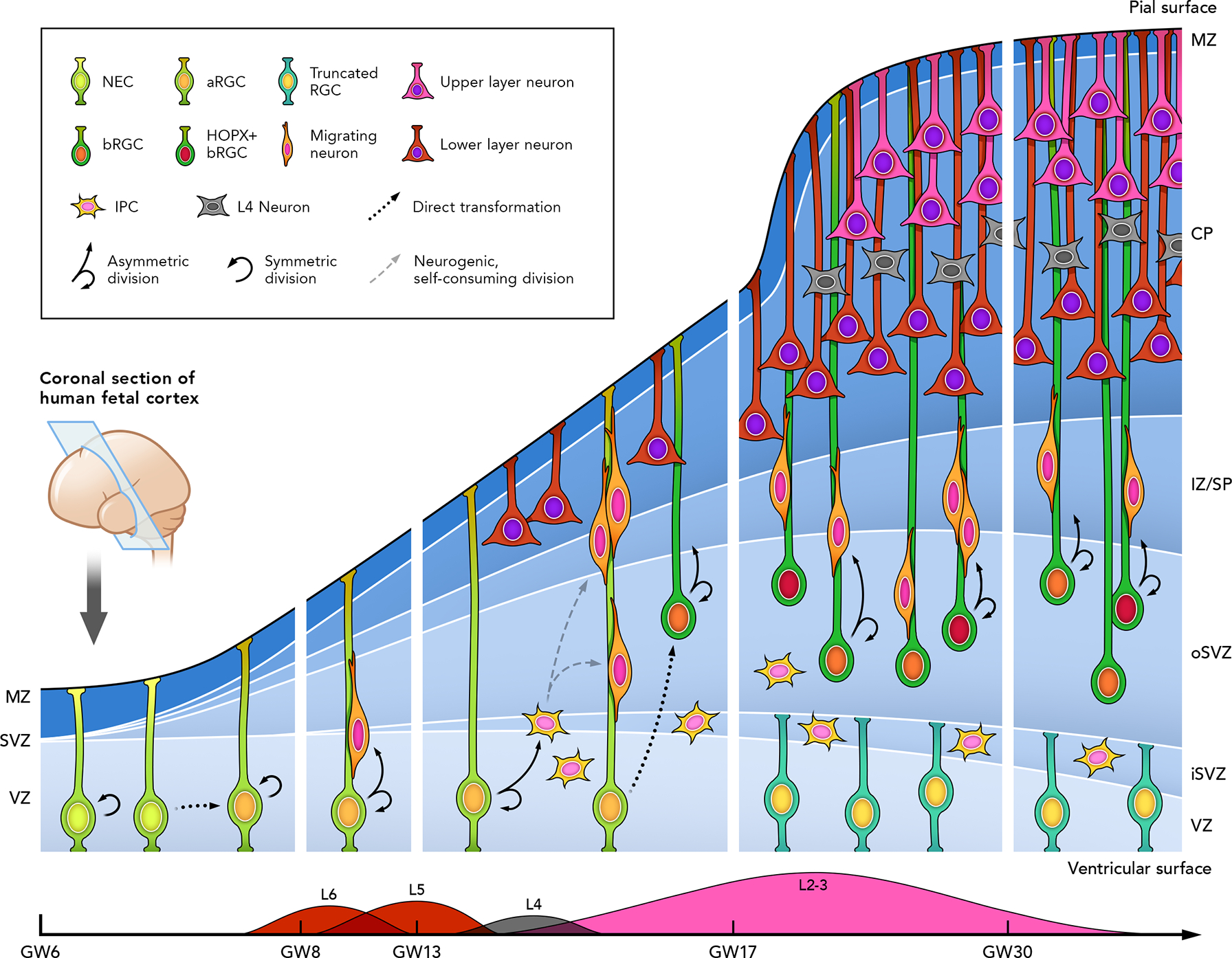

نوروپلاستیسیتی در ستون فقرات از طریق فرآیندهای پیچیده‌ای در سطوح مولکولی، سلولی و شبکه‌ای عمل می‌کند که آسیب های ناشی از دیسکوپاتی را تا حدی کاهش دهد و بدن را با این شرایط تطبیق دهد برخی از این مکانیزم ها عبارتند از :

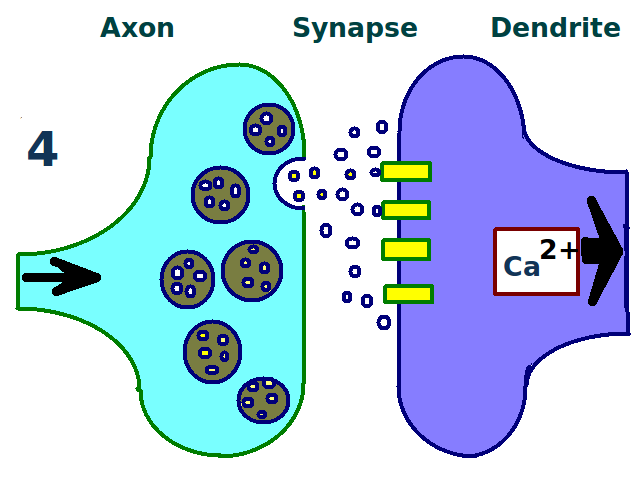

1. تقویت سیناپسی طولانی‌مدت (Long-Term Potentiation[۶], LTP): این مکانیزم، که با افزایش کارایی سیناپسی (Synaptic Efficacy) از طریق تحریک مکرر سیناپس‌ها (Synapses) مشخص می‌شود[۷]، در بازسازی مسیرهای عصبی آسیب‌دیده نقش دارد. در بیماران مبتلا به دیسکوپاتی، LTP می‌تواند با فعال‌سازی گیرنده‌های NMDA (N-Methyl-D-Aspartate Receptors) و تنظیم ورود کلسیم (Calcium Influx) به نورون‌های پس‌سیناپسی (Postsynaptic Neurons)، ارتباطات عصبی را در نواحی تحت تأثیر مانند نخاع (Spinal Cord) تقویت کند.

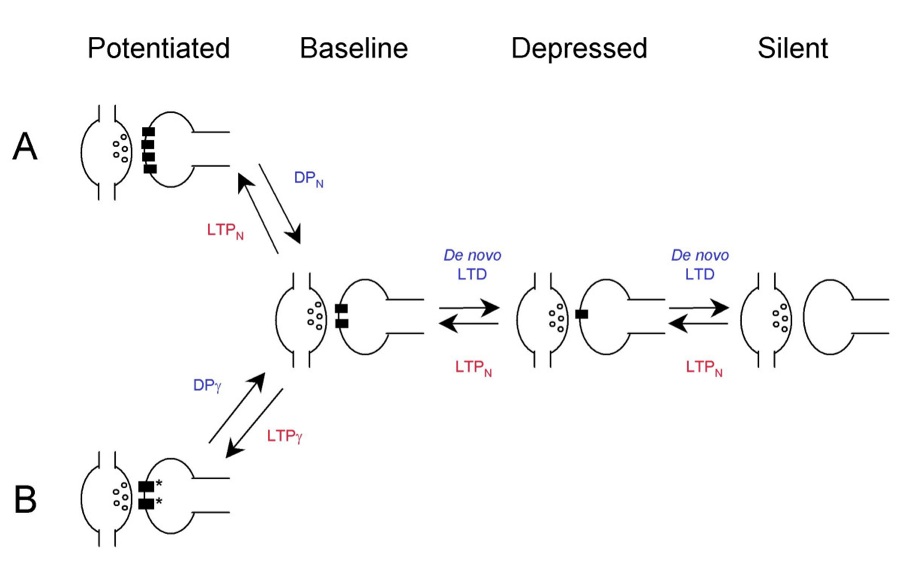

2. کاهش سیناپسی طولانی‌مدت (Long-Term Depressio, LTD)[۸]: این فرآیند، که با کاهش قدرت سیناپسی (Synaptic Strength) همراه است، به تنظیم دقیق شبکه‌های عصبی (Neural Circuits) کمک می‌کند. در دیسکوپاتی، LTD می‌تواند از بیش‌فعالی نورون‌های حسی (Sensory Neuron Hyperexcitability) که منجر به درد مزمن می‌شود، جلوگیری کند.
3. نوروژنز (Neurogenesis)[۹]:  تولید نورون‌های جدید (New Neurons) در مناطقی مانند هیپوکامپ (Hippocampus) یا نواحی مجاور نخاع می‌تواند به بازسازی عصبی کمک کند. فاکتورهای نوروتروفیک (Neurotrophic Factors) نظیر فاکتور نوروتروفیک مشتق از مغز (Brain-Derived Neurotrophic Factor, BDNF) در این فرآیند نقش دارند و در بیماران مبتلا به دیسکوپاتی می‌توانند به بهبود عملکرد شناختی (Cognitive Function) و کاهش اثرات روان‌شناختی درد مزمن کمک کنند.
4. بازآرایی سیناپسی (Synaptic Reorganization)[۱۰]:  این مکانیزم شامل تغییر در ساختار و تعداد سیناپس‌ها در پاسخ به آسیب‌های عصبی ناشی از فشردگی دیسک (Disc Compression) است که در نهایت می تواند راندمان حرکتی بیمار را بهبود بخشد. بازآرایی سیناپسی با تنظیم چسبندگی پروتئین‌های سیناپسی (Synaptic Adhesion Proteins) و ماتریکس خارج‌سلولی (Extracellular Matrix) به جبران اختلالات عصبی کمک می‌کند.

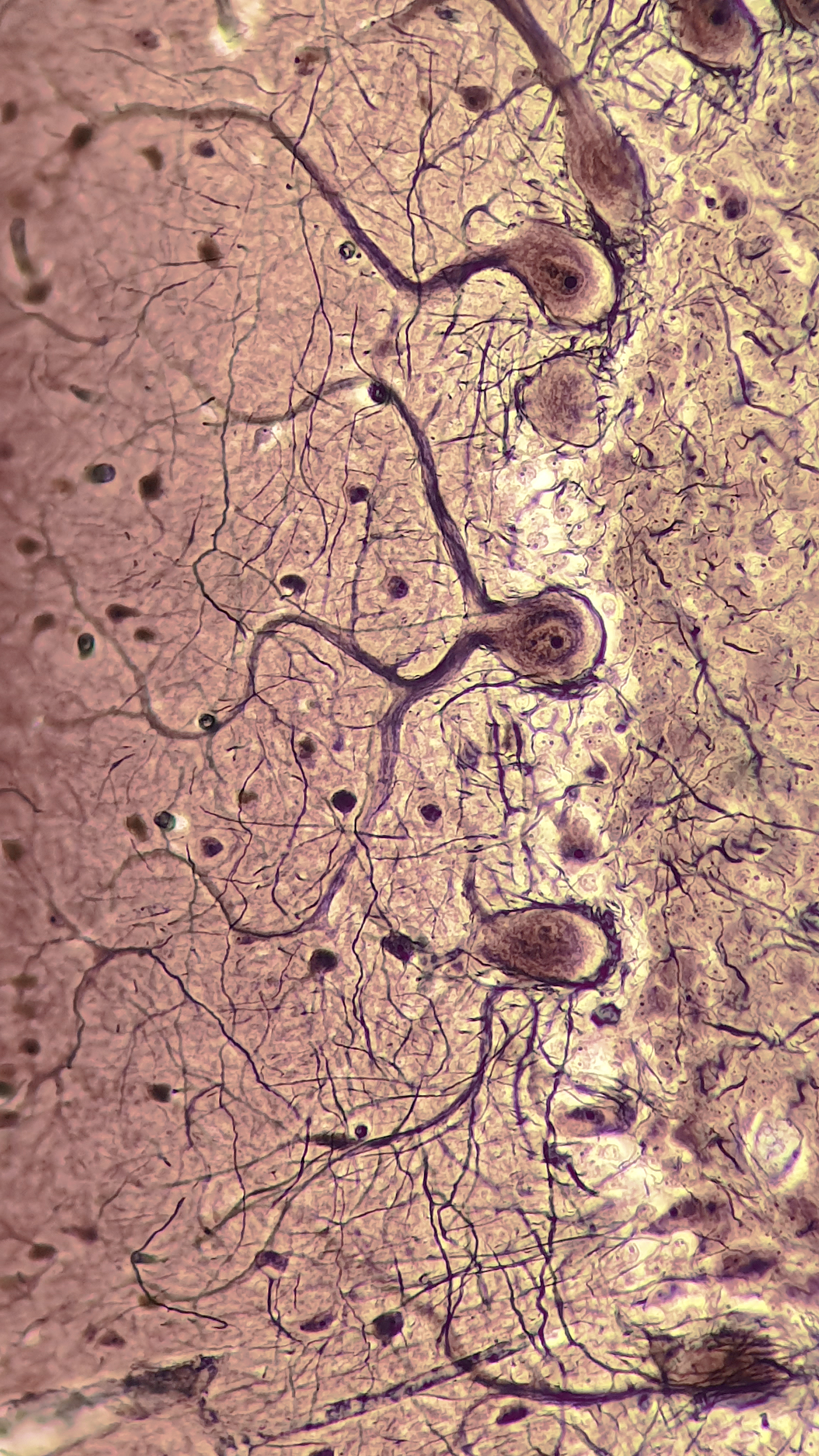

5. هومئوستازی سیناپسی (Synaptic Homeostasis): این فرآیند با تنظیم تعادل فعالیت عصبی (Neural Activity) از طریق مقیاس‌بندی سیناپسی (Synaptic Scaling) به حفظ پایداری شبکه‌های عصبی کمک می‌کند. در دیسکوپاتی، این مکانیزم می‌تواند از تشدید سیگنال‌های درد (Pain Signal Amplification) جلوگیری کرده و به بهبود عملکرد عصبی یاری رساند.

## کاربردهای بالینی  "Adaptation to Neural Damage due to Discopathy"در دیسکوپاتی
مکانیزم‌های نوروپلاستیسیتی در درمان بیماران مبتلا به دیسکوپاتی از طریق رویکردهای غیرتهاجمی (Non-Invasive Interventions) و توانبخشی (Rehabilitation) کاربرد دارندو توسعه دانش در این زمینه یک تحول در کمک به بیماران مبتلای به دیسکوپاتی محسوب می گردد. درمان های غیر تهاجمی مانند فیزیوتراپی، طب سوزنی، روش های طب ورزشی ، ماساژ و...  می‌توانند فعالیت عصبی را تعدیل کرده و بازآرایی سیناپسی را تسهیل کنند. علاوه بر این، تمرینات توانبخشی حرکتی (Motor Rehabilitation Exercises) و درمان‌های شناختی-رفتاری (Cognitive-Behavioral Therapy, CBT) با تحریک نوروپلاستیسیتی، به کاهش درد نوروپاتیک و بهبود عملکرد حرکتی کمک می‌کنند. این مداخلات با تقویت مسیرهای عصبی جایگزین (Alternative Neural Pathways) و افزایش بیان فاکتورهای نوروتروفیک، به بیماران مبتلا به دیسک کمر امکان می‌دهند تا عملکرد بهتری در فعالیت‌های روزمره داشته باشند.

## شواهد تجربی
مطالعات اخیر نشان داده‌اند که محیط‌های غنی‌شده (Enriched Environments) و برنامه‌های تمرینی هدفمند می‌توانند بیان BDNF را در بیماران مبتلا به دیسکوپاتی افزایش دهند، که به نوبه خود نوروژنز و بازآرایی سیناپسی را تقویت می‌کند. تصویربرداری تشدید مغناطیسی عملکردی (Functional Magnetic Resonance Imaging, fMRI) و الکتروانسفالوگرافی (Electroencephalography, EEG) نشان‌دهنده تغییرات در اتصالات شبکه‌ای (Network Connectivity) در نواحی قشری (Cortical Regions) و نخاعی مرتبط با پردازش درد (Pain Processing) هستند. این شواهد تأیید می‌کنند که مداخلات مبتنی بر نوروپلاستیسیتی می‌توانند به کاهش شدت علائم و بهبود کیفیت زندگی بیماران کمک کنند.

## ملاحظات اخلاقی و جهت‌گیری‌های آینده
کاربرد "Adaptation to Neural Damage due to Discopathy" در کنترل علائم دیسکوپاتی نیازمند توجه به ملاحظات اخلاقی (Ethical Considerations) است، به‌ویژه در استفاده از روش‌ های تحریکی (Stimulatory Interventions) که ممکن است اثرات جانبی نا شناخته‌ای داشته باشند. تحقیقات آینده باید بر توسعه روش‌های شخصی‌سازی‌شده (Personalized Therapies) و غیر تهاجمی متمرکز شوند تا اثربخشی و ایمنی مداخلات بهبود یابد. علاوه بر این، بررسی تعاملات بین دیسکوپاتی و پاسخ‌های نوروپلاستیک در سطح مولکولی می‌تواند به شناسایی اهداف درمانی جدید منجر شود.